# Nuevo Magueyes
Nuevo Magueyes är en ort i Mexiko.   Den ligger i kommunen Maltrata och delstaten Veracruz, i den sydöstra delen av landet, 210 km öster om huvudstaden Mexico City. Nuevo Magueyes ligger 2 395 meter över havet och antalet invånare är 316.
Terrängen runt Nuevo Magueyes är huvudsakligen kuperad, men åt sydost är den bergig. Runt Nuevo Magueyes är det ganska tätbefolkat, med 93 invånare per kvadratkilometer. Närmaste större samhälle är Orizaba, 17,2 km öster om Nuevo Magueyes. I omgivningarna runt Nuevo Magueyes växer huvudsakligen savannskog.